# کنت، شهرستان المور، آلاباما
کنت (به انگلیسی: Kent) یک منطقهٔ مسکونی در ایالات متحده آمریکا است که در شهرستان المور، آلاباما واقع شده‌است. کنت  ۱۷۷٫۰۹ متر بالاتر از سطح دریا واقع شده‌است.